# مهيرة علي الدنبوكي
مهيرة علي الدنبوكي (مواليد 1 نوفمبر 1997) هي لاعبة كرة قدم نسائية مصرية في مركز وسط الملعب. شاركت مع منتخب مصر للسيدات في كأس أمم أفريقيا لكرة القدم للسيدات 2016. وعلى مستوى الأندية، تلعب مع نادي العلمين.